# Coleura afra
Coleura afra (Peters, 1852) è un pipistrello della famiglia degli Emballonuridi diffuso nell'Africa subsahariana e nella Penisola arabica.

## Descrizione

### Dimensioni
Pipistrello di medie dimensioni, con la lunghezza totale tra 70 e 92 mm, la lunghezza dell'avambraccio tra 43 e 53 mm, la lunghezza della coda tra 10 e 24 mm, la lunghezza del piede tra 8 e 11 mm, la lunghezza delle orecchie tra 11 e 19 mm e un peso fino a 10 g.

### Aspetto
La pelliccia è relativamente corto, soffice, densa e si estende sulla parte prossimale della superficie dorsale dell'uropatagio. Le parti dorsali sono marroni o marroni scure, con la base dei peli più chiara, mentre le parti ventrali sono leggermente più chiare. Il muso è largo ed appiattito, le narici si estendono oltre il labbro inferiore, il quale è privo di solchi longitudinali. Le orecchie sono triangolari, marroni e con la punta arrotondata. Il trago è lungo, stretto, con i bordi paralleli e un piccolo lobo alla base posteriore. Le membrane alari sono lunghe, strette, semi-trasparenti, marroni o bruno-nerastre e attaccate posteriormente sulla caviglia. La coda è lunga e fuoriesce dall'uropatagio a circa metà della sua lunghezza. Il calcar è lungo circa quanto la tibia. 

### Ecolocazione
Emette ultrasuoni sotto forma di impulsi di lunga durata a frequenza quasi costante di 31,5-36,4 kHz.

## Biologia

### Comportamento
Si rifugia in grandi colonie fino a 50.000 individui nelle grotte, nei crepacci tra ammassi rocciosi, edifici abbandonati e cantine. Preferisce solitamente zone luminose come le entrate. Durante gran parte dell'anno le femmine tendono ad aggregarsi insieme ai loro piccoli, mentre i maschi vivono solitari, sebbene entrino in competizione con altri simili dello stesso sesso per poter entrare in tali gruppi. nei periodi più freddi e secchi i due sessi convivono per massimizzare l'efficienza di termoregolazione. Si sposta molto rapidamente su superfici orizzontali o su pendenze. Di giorno rimane appesa a testa in giù sulle pareti. I maschi difendono i propri territori di caccia. Le attività predatorie si svolgono in gruppi.

### Alimentazione
Si nutre di coleotteri, lepidotteri e in misura minore emitteri, omotteri e imenotteri catturati negli spazi aperti. La dieta è determinata dalla relativa abbondanza stagionale delle prede. 

### Riproduzione
Danno alla luce un piccolo alla volta due volte l'anno, la prima all'inizio della stagione dell piogge i primi giorni di aprile, la seconda subito dopo se c'è abbondanza di prede, alla metà di novembre.

## Distribuzione e habitat
Questa specie è diffusa in maniera frammentata nell'Africa subsahariana, precisamente in Guinea-Bissau, Guinea occidentale, Costa d'Avorio nord-occidentale, Ghana, Togo e Benin centrali, Nigeria occidentale, Repubblica Centrafricana, Repubblica Democratica del Congo settentrionale ed orientale, Etiopia, Eritrea, Gibuti, Somalia, Sudan meridionale ed orientale, Sudan del Sud, Uganda, Ruanda, Burundi, Kenya, Tanzania occidentale, isole di Zanzibar e di Pemba, Angola centro-occidentale e Mozambico nord-occidentale. Una popolazione è presente anche nello Yemen.
Vive in ambienti costieri dalle foreste alle steppe aride e in savane alberate, boscaglie, arbusteti nelle zone più interne.

## Conservazione
La IUCN Red List, considerato il vasto areale e la popolazione presumibilmente numerosa, classifica C.afra come specie a rischio minimo (Least Concern)).